# Assemblée de la Clauze
L'assemblée de la Clauze est une maison située sur la commune de Grèzes, dans le département français de la Haute-Loire en région Auvergne-Rhône-Alpes.
Elle est un exemple d'une institution révolue qui avait une grande importance dans la région du Velay au XVIIIe siècle et XIXe siècle. Ces bâtiments, qui nécessitaient la participation collective de tous les villageois pour leur construction, avaient pour but d'accueillir des rencontres à caractère éducatif. 

## Localisation
L'assemblée de la Clauze est située dans le hameau de la Clauze sur la commune de Grèzes dans le département de la Haute-Loire, en région Auvergne-Rhône-Alpes.

## Historique
En 1665, Anne Marie Martel et l'abbé Tronson réunirent des individus bienveillants dans le but d'éduquer des enfants dans les hôpitaux et les rassemblements. Cela marqua le début de l'ordre des Dames de l'Instruction qui vivaient en communauté, ainsi que de la confrérie associée à cet ordre, vivant sous sa supervision, composée des béates qui menaient une vie isolée dans les hameaux pour enseigner les enfants, soutenir les familles, et les rassembler pour la prière quotidienne ou les cérémonies pieuses. La construction de la maison de la béate était confiée aux habitants du lieu, faisant de cette résidence un lieu de rassemblement. La Clauze eut sa béate jusqu'en 1955.

## Description
À l'arrière d'une pièce unique, on trouvait une cheminée profonde utilisée à la fois pour la cuisine et le chauffage. La béate y conservait son mobilier et ses nécessités dans divers placards, étagères, un lit clos, des armoires et un garde-manger, tous en excellent état. Une échelle de meunier permettait d'accéder à un petit grenier. Les stations du chemin de croix sont toujours en place, avec de petits bancs pour les enfants. Une petite cour fermée par des murs en pierre jouxte la maison. Un cartouche daté de 1835 décore la porte d'entrée.

## Valorisation du patrimoine
En 2012, la municipalité a entrepris la rénovation de cet édifice, qui a ensuite été ouvert pour accueillir les pèlerins de Saint-Jacques-de-Compostelle en transit, tout en servant également de chapelle pour le hameau.

## Protection
La maison de l'Instruction dite assemblée de la Clauze est inscrite au titre des monuments historiques par arrêté du 22 octobre 1971.